# 畅讷
畅讷，元朝南阳（今河南省南阳市）人。
畅讷的父亲畅渊，被追赠为中顺大夫、上骑都尉，封魏郡伯。畅讷以能作诗闻名，注解《地理指掌图》，在汴州担任幕僚官。他的儿子暢師文做官做到翰林学士，于是朝廷追赠畅讷为太中大夫、上轻车都尉，封爵魏郡侯。